# Жак (пристрій)
Жак — в шахтарському середовищі назва малогабаритного пристрою, лебідки для підіймання і пересування вантажів. Походження назви неясне, можна припустити запозичення через пол. żak («студент»), від нім. Sack («мішок»), чи від англ. jack («домкрат», «таль»).